# Alluy
Alluy är en kommun i departementet Nièvre i regionen Bourgogne-Franche-Comté i de centrala delarna av Frankrike. Kommunen ligger i kantonen Châtillon-en-Bazois som tillhör arrondissementet Château-Chinon (Ville). År 2022 hade Alluy 368 invånare.

## Befolkningsutveckling
Antalet invånare i kommunen Alluy
| Referens: INSEE |